# Kamshybek Konkabayev
Kamshybek Konkabayev –en kazajo, Қамшыбек Қоңқабаев, también escrito como Kamshybek Kunkabayev– (Kyzylorda, 18 de noviembre de 1991) es un deportista kazajo que compite en boxeo.
Participó en los Juegos Olímpicos de Tokio 2020, obteniendo una medalla de bronce en el peso superpesado. Ganó dos medallas de plata en el Campeonato Mundial de Boxeo Aficionado, en los años 2017 y 2019.

## Palmarés internacional
| Juegos Olímpicos   | Juegos Olímpicos      | Juegos Olímpicos  | Juegos Olímpicos |
| Año                | Lugar                 | Medalla           | Categoría        |
| ------------------ | --------------------- | ----------------- | ---------------- |
| 2020               | Tokio (Japón)         | Medalla de bronce | +91 kg           |
| Campeonato Mundial |                       |                   |                  |
| Año                | Lugar                 | Medalla           | Categoría        |
| 2017               | Hamburgo (Alemania)   | Medalla de plata  | +91 kg           |
| 2019               | Ekaterimburgo (Rusia) | Medalla de plata  | +91 kg           |